# 가와사키 월드

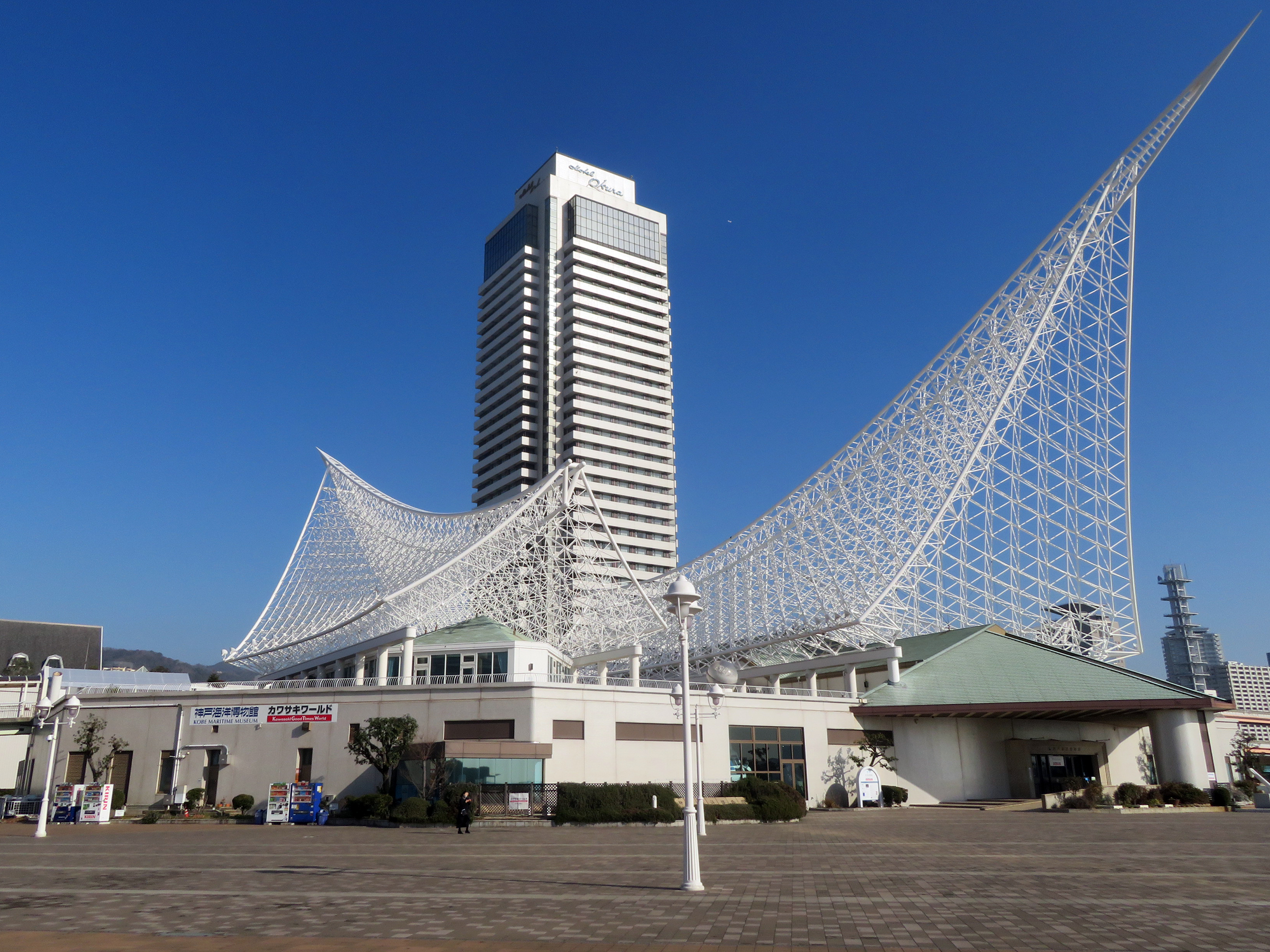

가와사키 월드(일본어: カワサキワールド 가와사키와루도[*], 영어: Kawasaki Good Times World)는 가와사키 중공업이 고베 해양 박물관 내에 설치한 기업 박물관이다. 가와사키 월드에서의 사진 촬영은 전면 허용되고 있다.